# 大仙警察署
大仙警察署（だいせんけいさつしょ）は、秋田県警察が管轄する警察署の一つである。

## 管轄区域
- 大仙市
- 仙北郡美郷町

## 所在地
- 秋田県大仙市大曲日の出町1丁目1-30

## 沿革
- 1875年：秋田警察署第3警察出張所第6警察屯所として発足
- 1878年：大曲警察署として独立
- 1948年：警察法の施行により、国家地方警察として仙北地区警察署、自治体警察署として各町に３警察署を設置
- 1951年：自治体警察署が廃止され、大曲地区警察署と六郷地区警察署に統合
- 1954年：警察法改正により自治体警察署を廃止し、大曲警察署と六郷警察署に改称
- 1956年：六郷警察署が大曲警察署に統合
- 2005年：大曲警察署から大仙警察署に名称を変更、同時に旧中仙町の管轄を角館警察署（現・仙北警察署）より移管される

## 内部組織

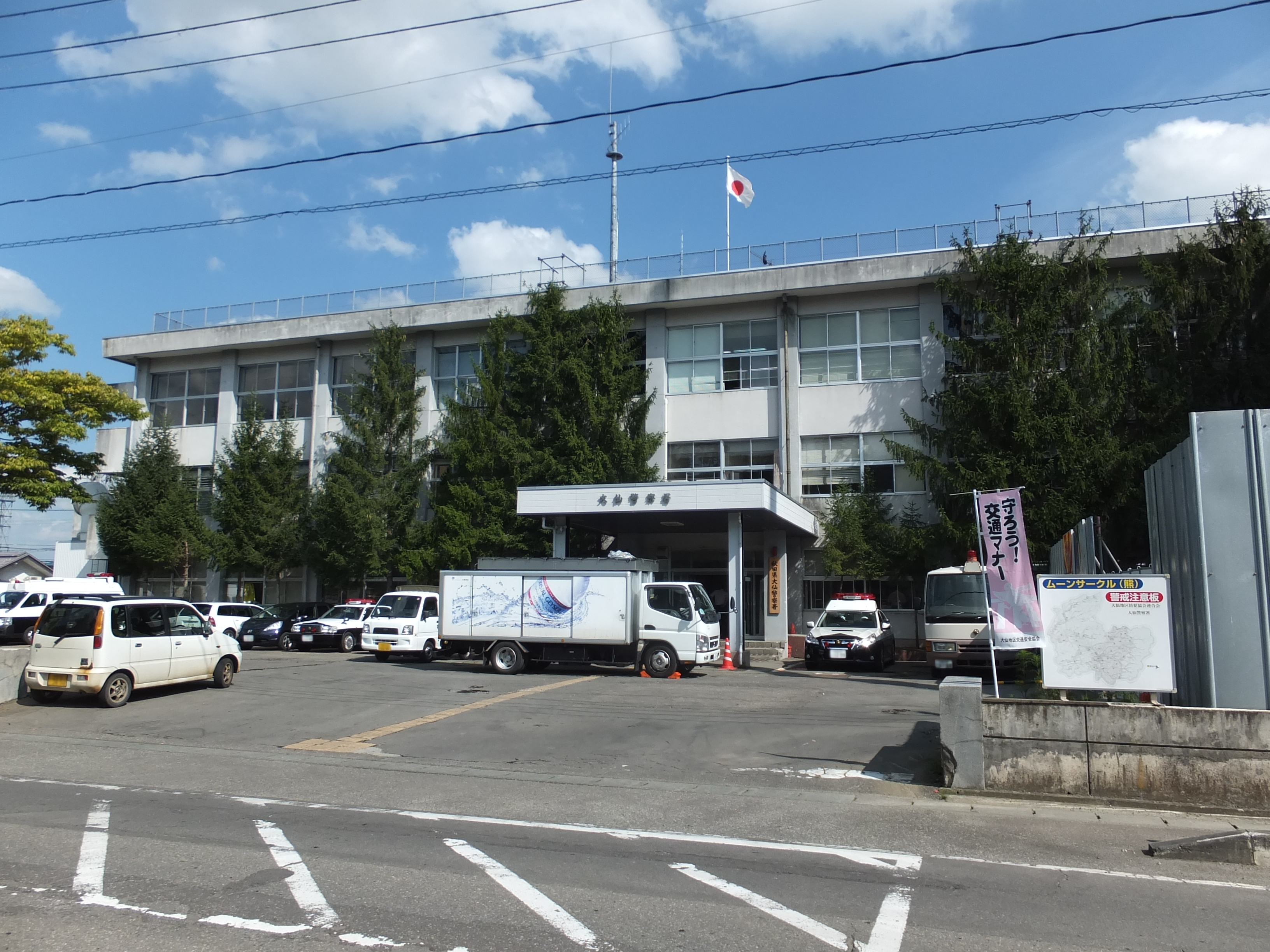
大仙警察署旧庁舎

- 警務課
  - 広報広聴係
  - 警務係
  - 被害者支援係
  - 留置管理係

- 会計課
  - 会計係

- 生活安全課
  - 生活安全係
  - 女性安全対策係
  - 少年係

- 地域課
  - 地域係
  - 機動警ら係

- 刑事課
  - 庶務係
  - 強行・窃盗犯係
  - 知能犯係
  - 組織犯罪対策係
  - 鑑識係

- 交通課
  - 交通規制係
  - 交通指導係
  - 交通捜査係

- 警備課
  - 警備係

## 交番

### 大仙市
- 協和交番 - 大仙市協和境字境22-14
- 刈和野交番 - 大仙市刈和野212-6
- 大曲駅前交番 - 大仙市大曲通町6-2

### 美郷町
- 美郷交番 - 仙北郡美郷町六郷字赤城46-4

## 駐在所

### 大仙市
- 強首駐在所 - 大仙市強首字強首631
- 豊成駐在所 - 大仙市豊岡字中荒井野143-3
- 中仙駐在所 - 大仙市長野字柳田52-5
- 長信田駐在所 - 大仙市太田町小神成字桜木29-7
- 太田駐在所 - 大仙市太田町太田字新田田尻3-5
- 四ッ屋駐在所 - 大仙市四ッ屋字上前村39-1
- 神宮寺駐在所 - 大仙市神宮寺字本郷野93-5
- 高梨駐在所 - 大仙市高梨字麻生田32
- 南外駐在所 - 大仙市南外字上野99-23
- 内小友駐在所 - 大仙市内小友字四ツ村22-2
- 角間川駐在所 - 大仙市角間川町字東本町61-1

### 美郷町
- 美郷北駐在所 - 仙北郡美郷町土崎字上野245-1
- 美郷南駐在所 - 仙北郡美郷町飯詰字北中島48-1